# Đại học Mahasarakham
Đại học Mahasarakham (MSU) là một trường đại học công lập tọa lạc tại thành phố Maha Sarakham ở vùng Đông Bắc (Isan) của Thái Lan.
Đại học Mahasarakham được thành lập với tư cách là một trường công lập độc lập năm 1994. Trước đó, đây là cơ sở chi nhánh của Đại học Srinakharinwirot. Lịch sử của trường có thể được xem bắt đầu từ Cao đẳng Giáo dục Mahasarakham được thành lập năm 1968.
Hiện nay, đại học này này có 2 cơ sở chính, một ở ngoại ô thành phố Mahasarakham và một ở quận Kamrieng cách đường Kalasin 8 km. Hiệu trưởng hiện nay của trường là giáo sư tiến sĩ Adulya Viriyavejakul.
Trường hiện có 15 khoa, 1 viện và 1 trường:
1. Khoa Khoa học Xã hội và Nhân văn
2. Khoa Khoa học
3. Khoa Giáo dục
4. Khoa Công nghệ
5. Khoa Điều dưỡng
6. Khoa Quản trị Kinh doanh và Kế toán
7. Khoa Dược
8. Khoa Kỹ thuật
9. Khoa Kiến trúc, Thiết kế Đô thị và Nghệ thuật sáng tạo
10. Khoa Nghệ thuật Ứng dụng và Mỹ thuật
11. Khoa Tin học
12. Khoa Y tế Công cộng
13. Khoa Y
14. Khoa Du lịch và Quản lý Khách sạn
15. Khoa Quản lý Tài nguyên và Môi trường
16. College of Politics and Governance
17. Graduate School